# Passiflora jamesonii
Passiflora jamesonii je biljka iz porodice Passifloraceae. Ekvadorski je endem.
Prema IUCN-ovom crvenom popisu razvrstana je u skupinu kojoj prijeti izumiranje, stupnja ugroženosti VU - osjetljiva vrsta (IUCN 3.1).